# BMX-Rennsport-Europameisterschaften 2019
Die BMX-Rennsport-Europameisterschaften 2019 wurden vom 13. bis 14. Juli in Valmiera, Lettland ausgetragen. Austragungsort der Wettkämpfe war die nach dem zweimaligen Olympiasieger Māris Štrombergs benannte Māra Štromberga BMX trase.

## Ergebnisse

### Männer
| Disziplin | Gold         | Silber         | Bronze            |
| --------- | ------------ | -------------- | ----------------- |
| Elite     | Niek Kimmann | Twan van Gendt | Dave van der Burg |
| Junioren  | Ross Cullen  | Ryan Martin    | Hugo Marszalek    |

### Frauen
| Disziplin   | Gold           | Silber            | Bronze             |
| ----------- | -------------- | ----------------- | ------------------ |
| Elite       | Laura Smulders | Judy Baauw        | Simone Christensen |
| Juniorinnen | Zoé Claessens  | Wiktorija Waskowa | Ellie Featherstone |

## Medaillenspiegel
| Platz  | Land           | Gold | Silber | Bronze | Gesamt |
| ------ | -------------- | ---- | ------ | ------ | ------ |
| 1      | Niederlande    | 2    | 2      | 1      | 5      |
| 2      | Großbritannien | 1    | 1      | 1      | 3      |
| 3      | Schweiz        | 1    | –      | –      | 1      |
| 4      | Russland       | –    | 1      | –      | 1      |
| 5      | Dänemark       | –    | –      | 1      | 1      |
| 5      | Frankreich     | –    | –      | 1      | 1      |
| Gesamt | Gesamt         | 4    | 4      | 4      | 12     |